# Matthias Freudenberg
Matthias Freudenberg (* 20. Oktober 1962 in Alsfeld) ist ein evangelischer Theologe. Von 2006 bis 2012 war er Extraordinarius für Systematische Theologie an der Kirchlichen Hochschule Wuppertal.

## Leben
Nach dem Abitur am Gymnasium Leopoldinum in Detmold studierte Freudenberg zwischen 1982 und 1989 Evangelische Theologie, Lateinische Philologie und Pädagogik in Göttingen und in Tübingen. Seine Studien schloss er mit dem Ersten Kirchlichen Examen und dem Ersten Staatsexamen ab. Nach dem Vikariat in Schwalenberg und dem Zweiten Kirchlichen Examen war Freudenberg ab 1992 Wissenschaftlicher Assistent am Lehrstuhl für Reformierte Theologie an der Friedrich-Alexander-Universität Erlangen-Nürnberg, wo er 1996 über Karl Barth und die reformierte Theologie zum Doctor theologiae promovierte und sich 2002 im Fach Systematische Theologie mit Studien zur Geschichte und Theologie der reformierten Kirchen habilitierte. Es folgten Lehraufträge an den Universitäten Bamberg, Erlangen und Göttingen.
2006 wurde er Hochschuldozent für Systematische Theologie mit Schwerpunkt Reformierte Theologie in Wuppertal. Mit seiner Professur verbunden war die Pfarrstelle der evangelisch-reformierten Gemeinde im niederbergischen Schöller. Seit 2012 ist er Landespfarrer bei der Evangelischen Studierendengemeinde (ESG) an der Universität des Saarlandes in Saarbrücken.
Freudenbergs Werk befasst sich schwerpunktmäßig mit dem renommierten reformierten Theologen Karl Barth, an dessen Gesamtausgabe er beteiligt war. Weiter hat Freudenberg Texte für die Calvin-Studienausgabe übersetzt, kommentiert und ediert. Daneben ist Matthias Freudenberg Autor zahlreicher Beiträge des BBKL.

## Veröffentlichungen (Auswahl)
- Karl Barth und die reformierte Theologie. Die Auseinandersetzung mit Calvin, Zwingli und den reformierten Bekenntnisschriften während seiner Göttinger Lehrtätigkeit. Neukirchener Verlag, Neukirchen-Vluyn 1997, ISBN 3-7887-1591-X (= Dissertation Universität Erlangen-Nürnberg).
- Reformierte Theologie. Eine Einführung. Neukirchener Verlag, Neukirchen-Vluyn 2011, ISBN 978-3-7887-2523-5.
- Reformierter Protestantismus in der Herausforderung. Wege und Wandlungen der reformierten Theologie (= Theologie, Bd. 36). Lit, Berlin/Münster 2012, ISBN 978-3-643-11747-2.
- Theologische Köpfe aus 20 Jahrhunderten. Christliche Denker im Porträt. Neukirchener Verlag, Neukirchen-Vluyn 2014, ISBN 978-3-7887-2736-9.
- Der uns lebendig macht. Der Heilige Geist in Leben, Glaube und Kirche. Neukirchener Verlag, Neukirchen-Vluyn 2018, ISBN 978-3-7615-6500-1.
- (mit Aleida Siller): Emder Synode 1571. Wesen und Wirkungen eines Grundtextes der Moderne. Vandenhoeck & Ruprecht, Göttingen 2020, ISBN 978-3-525-56726-5.
- Gott erkennen - Glauben bekennen. Studien zur reformierten Theologie (= Theologie, Bd. 74). Lit, Berlin/Münster 2024, ISBN 978-3-643-15530-6.